# Stellerscher Seelöwe
Der Stellersche Seelöwe (Eumetopias jubatus), oder auch Steller-Seelöwe, ist der größte Vertreter der Ohrenrobben. Seine Kolonien findet man an den Küsten des nördlichen Pazifiks. Zwischen den 1960er und 1980er Jahren brach der Bestand der Art massiv ein, hat sich jedoch seither beständig erholt. Die Art wird in zwei Unterarten untergliedert und ist die einzige Art in der Gattung Eumetopias.

## Merkmale
Stellersche Seelöwen haben eine gelbbraune Farbe. Wie bei allen Ohrenrobben gibt es auch bei ihnen einen ausgesprochenen Größenunterschied zwischen Männchen und Weibchen. Die Bullen erreichen Längen von über 3 m und ein Gewicht von 1100 kg. Die Kühe sind 240 cm lang und maximal 300 kg schwer. Bullen sind außerdem durch eine kräftige Mähne in ihrem muskulösen Nacken gekennzeichnet.

## Verbreitung
Es gibt 51 Kolonien des Stellerschen Seelöwen entlang der asiatischen und nordamerikanischen Pazifikküste. Die größten befinden sich auf den Aleuten und den Kurilen. Weitere bedeutende Kolonien findet man an den Küsten Sachalins und Kamtschatkas sowie Alaskas und British Columbias. Weiter südlich werden die Seelöwen seltener und die Kolonien deutlich kleiner; die südlichste befindet sich auf den kalifornischen Channel Islands.
Als Wandergäste finden sich Tiere regelmäßig auch in China sowie Nord- und Südkorea.

## Lebensweise

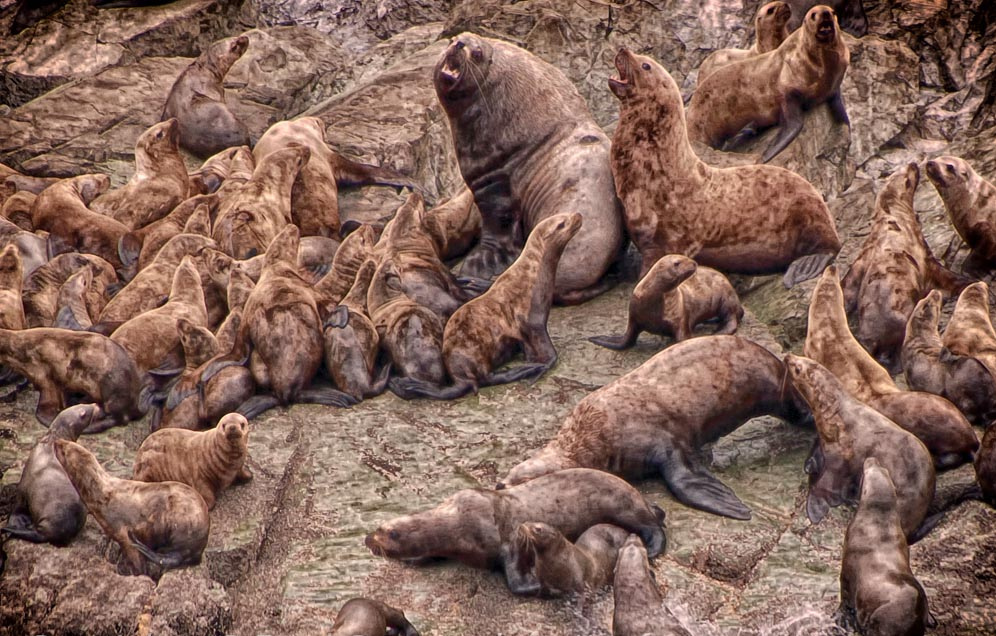
Seelöwenkolonie in Alaska

Die meisten Kolonien befinden sich auf Inseln in besonders ergiebigen Fischgründen. Der Stellersche Seelöwe taucht bis zu 180 m tief und ernährt sich fast ausschließlich von Fischen, soll aber gelegentlich auch Ringelrobben und Seeotter angreifen und töten. Oft tauchen die Seelöwen in großen Gruppen, um gemeinsam die Fischschwärme einzukreisen.
Wie auch andere Seelöwen kommen die Bullen vor den Kühen in den Kolonien an. Sie suchen sich Plätze entlang der Küste, die sie in erbitterten Kämpfen gegen ihre Geschlechtsgenossen verteidigen. Diese Kämpfe haben oft schwere Verletzungen zur Folge. Hierdurch werden schwächere und jüngere Männchen allmählich an den Rand der Kolonie gedrängt, wo sie kaum Chancen haben, einen Harem zu etablieren. Sobald die Kühe an Land kommen, entscheidet die Stelle ihres Landgangs, welchem Harem sie angehören werden. Kurz nach ihrem Landgang werfen die Weibchen ihr Junges. Wenige Tage später paart sich der Bulle mit den Kühen.

## Systematik und Taxonomie

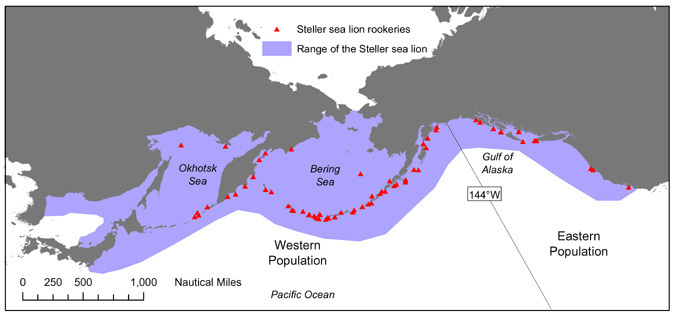
Verbreitungsgebiet (Unterarten hier als populations)

Die Art wird entlang ihrer geographischen Verbreitung in zwei Unterarten aufgeteilt, als deren Grenze der Prinz-William-Sund in Alaska gilt:
- Eumetopias jubatus jubatus (Nominatform, westliche Unterart)
- Eumetopias jubatus monteriensis (östliche Unterart)

Eine Erstbeschreibung erfolgte 1751 durch Georg Wilhelm Steller als Leo marinus. Wegen seines Alters gilt der Name jedoch als nicht verfügbar, daher ist Johann Christian Daniel Schrebers Eumetopias jubatus von 1776 die Erstbeschreibung.
2009 wurde nach genetischen und morphologischen Untersuchungen die Erhebung der bis dahin nur als getrennte Populationen behandelte Gruppen in Unterarten vorgeschlagen, dabei wurde für die Unterart monteriensis der 1859 durch John Edward Gray etablierte Name einer Art der Gattung Arctocephalus neu zu einer Unterart kombiniert. Der Vorschlag setzte sich bereits nach wenigen Jahren durch.

## Bestandsentwicklung

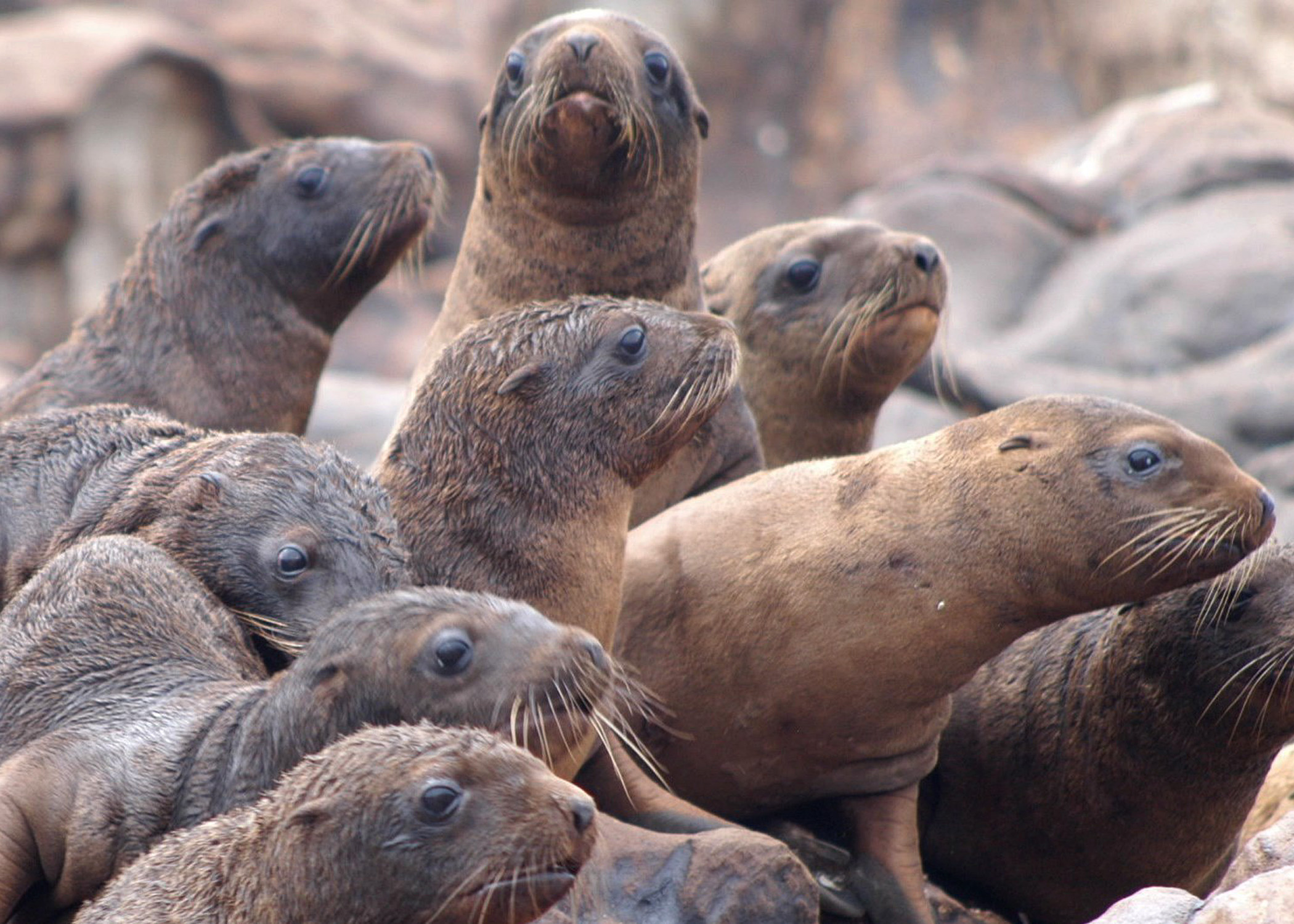
Stellerscher Seelöwe (Eumetopias jubatus), Nachwuchs

Bis in die 1960er Jahre war der Bestand stabil bei rund 250.000 Tieren. In den folgenden 20 Jahren brach die Population um 80 % ein. 1990 wurde die Art in den Vereinigten Staaten als threatened unter den Schutz des Endangered Species Act gestellt, 1997 auf endangered hochgestuft. Daraufhin wurde jegliche Jagd untersagt und die Fischereitechniken umgestellt, so dass Seelöwen nicht mehr unbeabsichtigt in Netze geraten.
Für das Jahr 2015 wurde der Gesamtbestand auf rund 160.000 Tiere geschätzt, 13 % weniger als 1985, erholt sich damit jedoch seit den frühen 1990er Jahren kontinuierlich. Die IUCN listet den Stellerschen Seelöwen auf der Roten Liste der gefährdeten Arten als potentiell gefährdet. Dies ist allein auf die sich erst seit den 2000er Jahren langsam wieder erholende westliche Unterart zurückzuführen. Die östliche Unterart gilt als ungefährdet, da ihr Bestand zwischen 1985 und 2015 um 243 % gewachsen ist.

## Sonstiges
Wegen ihrer hohen Aggressivität wird diese Art, anders als zum Beispiel der Kalifornische Seelöwe, so gut wie nie in Zoos gehalten. Der Stellersche Seelöwe wurde auch nie im großen Stil bejagt, außer von Eskimos, die seine Haut zur Lederherstellung nutzten und nutzen.